# Rugby Europe Trophy 2016/2017
Rugby Europe Trophy – drugi poziom rozgrywek w ramach inauguracyjnego sezonu Rugby Europe International Championships (dawny Puchar Narodów Europy). Do rywalizacji na tym szczeblu przystąpiły cztery zespoły z dawnej dywizji 1B, spadkowicz z dywizji 1A – Portugalia oraz Szwajcaria, która awansowała z dywizji 2A.

## Tabela
|    | Drużyna    | Mecze | Wygrane | Remisy | Przegrane | Bilans punktów | Różnica | Punkty dodatkowe | Punkty |
| -- | ---------- | ----- | ------- | ------ | --------- | -------------- | ------- | ---------------- | ------ |
| 1. | Portugalia | 5     | 5       | 0      | 0         | 179:37         | +142    | 5                | 25     |
| 2. | Holandia   | 5     | 3       | 0      | 2         | 159:94         | +65     | 3                | 15     |
| 3. | Szwajcaria | 5     | 3       | 0      | 2         | 140:122        | +18     | 1                | 13     |
| 4. | Polska     | 5     | 3       | 0      | 2         | 73:73          | 0       | 0                | 12     |
| 5. | Mołdawia   | 5     | 1       | 0      | 4         | 100:162        | −62     | 2                | 6      |
| 6. | Ukraina    | 5     | 0       | 0      | 5         | 52:215         | −63     | 0                | 0      |

## Spotkania
| 24 września 201619:30 CEST (UTC+2) | Polska                                       | 22:0(16:0) | Ukraina | Arena Lublin, Lublin Widzów: 2500 Sędzia: Daniel Jones |
| 24 września 201619:30 CEST (UTC+2) | Piotrowicz 17 (pd 5K), karne przyłożenie – 5 | 22:0(16:0) |         | Arena Lublin, Lublin Widzów: 2500 Sędzia: Daniel Jones |
| 24 września 201619:30 CEST (UTC+2) | W. Łytwynenko                                | 22:0(16:0) |         | Arena Lublin, Lublin Widzów: 2500 Sędzia: Daniel Jones |

| 5 listopada 201614:00 EET (UTC+2) | Ukraina                                             | 12:54(0:23) | Holandia                                                                                                | Stadion LPUKF, Lwów Widzów: 1000 Sędzia: Paulo Duarte |
| 5 listopada 201614:00 EET (UTC+2) | Capenko 5 (P), W. Łytwynenko 5 (P), Kosariew 2 (pd) | 12:54(0:23) | Weersma 17 (P 3pd 2K), Gascoine 10 (2P), Visser 10 (2P), McBride 7 (2pd K), Danen 5 (P), Verbakel 5 (P) | Stadion LPUKF, Lwów Widzów: 1000 Sędzia: Paulo Duarte |
| 5 listopada 201614:00 EET (UTC+2) | Łomakin                                             | 12:54(0:23) | | Stadion LPUKF, Lwów Widzów: 1000 Sędzia: Paulo Duarte |

| 12 listopada 201613:10 EET (UTC+2) | Mołdawia | 54:15(28:0) | Ukraina                                   | Stadionul Raional, Anenii Noi Widzów: 500 Sędzia: Laurent Cardona |
| 12 listopada 201613:10 EET (UTC+2) | Prepeliță 15 (3P), Golubenco 12 (6pd), Titică 10 (2P), V. Arhip 5 (P), Cavcaliuc 2 (pd), Gargalîc 5 (P), Ungureanu 2 (pd) | 54:15(28:0) | Kosariew 10 (P pd K), O. Łytwynenko 5 (P) | Stadionul Raional, Anenii Noi Widzów: 500 Sędzia: Laurent Cardona |
| 12 listopada 201613:10 EET (UTC+2) | Krawczenko | 54:15(28:0) |                                           | Stadionul Raional, Anenii Noi Widzów: 500 Sędzia: Laurent Cardona |

| 19 listopada 201615:00 CET (UTC+1) | Holandia                                                                                          | 44:17(32:12) | Mołdawia                                           | Nationaal Rugby Centrum, Amsterdam Widzów: 3215 Sędzia: Lloyd Linton |
| 19 listopada 201615:00 CET (UTC+1) | Gascoine 10 (2P), Danen 10 (2P), Weersma 9 (3pd K), Darlington 5 (P), Roovers 5 (P), Visser 5 (P) | 44:17(32:12) | Gargalîc 10 (2P), V. Arhip 5 (P), Golubenco 2 (pd) | Nationaal Rugby Centrum, Amsterdam Widzów: 3215 Sędzia: Lloyd Linton |

| 19 listopada 201615:00 CET (UTC+1) | Szwajcaria                             | 10:28(3:10) | Portugalia                                             | Stade Municipal, Yverdon-les-Bains Widzów: 2057 Sędzia: Emanuele Tomò |
| 19 listopada 201615:00 CET (UTC+1) | Perrod 5 (pd K), karne przyłożenie – 5 | 10:28(3:10) | Sousa Guedes 18 (P 2pd 3K), Bruno 5 (P), Ribeiro 5 (P) | Stade Municipal, Yverdon-les-Bains Widzów: 2057 Sędzia: Emanuele Tomò |
| 19 listopada 201615:00 CET (UTC+1) | Almeida                                | 10:28(3:10) |                                                        | Stade Municipal, Yverdon-les-Bains Widzów: 2057 Sędzia: Emanuele Tomò |

| 26 listopada 201615:00 CET (UTC+1) | Szwajcaria                                      | 29:26(6:12) | Mołdawia                                                                        | Stade Municipal, Yverdon-les-Bains Widzów: 1030 Sędzia: Frank Himmer |
| 26 listopada 201615:00 CET (UTC+1) | Perrod 19 (2pd 5K), Escoffier 5 (P), Toʻa 5 (P) | 29:26(6:12) | Golubenco 6 (3pd), V. Arhip 5 (P), Ojovan 5 (P), Prepeliță 5 (P), Romanov 5 (P) | Stade Municipal, Yverdon-les-Bains Widzów: 1030 Sędzia: Frank Himmer |
| 26 listopada 201615:00 CET (UTC+1) | Ungureanu                                       | 29:26(6:12) |                                                                                 | Stade Municipal, Yverdon-les-Bains Widzów: 1030 Sędzia: Frank Himmer |

| 18 lutego 201715:00 WET (UTC±0) | Portugalia                                                                            | 35:10(21:10) | Polska                                | Centro Desportivo Nacional de Jamor, Oeiras Widzów: 2000 Sędzia: Sam Grove-White |
| 18 lutego 201715:00 WET (UTC±0) | Sousa Guedes 15 (P 5pd), Appleton 5 (P), Domingues 5 (P), Eusébio 5 (P), Mendes 5 (P) | 35:10(21:10) | Mczedlidze 5 (P), Piotrowicz 5 (pd K) | Centro Desportivo Nacional de Jamor, Oeiras Widzów: 2000 Sędzia: Sam Grove-White |

| 4 marca 201715:00 CET (UTC+1) | Holandia                                    | 10:26(10:5) | Portugalia                                                       | Nationaal Rugby Centrum, Amsterdam Widzów: 3500 Sędzia: Giuseppe Vivarini |
| 4 marca 201715:00 CET (UTC+1) | Visser 5 (P), Weersma 3 (K), McBride 2 (pd) | 10:26(10:5) | Almeida 10 (2P), Penha e Costa 6 (3pd), Ribeiro 5 (P), Uva 5 (P) | Nationaal Rugby Centrum, Amsterdam Widzów: 3500 Sędzia: Giuseppe Vivarini |

| 11 marca 201715:00 CET (UTC+1) | Szwajcaria                                                                                      | 54:18(21:13) | Ukraina                                               | Stade des Cherpines, Plan-les-Ouates Widzów: 2000 Sędzia: Radu Petrescu |
| 11 marca 201715:00 CET (UTC+1) | Perrod 20 (P 3pd 3K), Géry 10 (2P), Gros 10 (2P), Lin 5 (P), Wullschläger 5 (P), Hirsch 4 (2pd) | 54:18(21:13) | Kosariew 8 (pd 2K), Ołeksandriuk 5 (P), Radczuk 5 (P) | Stade des Cherpines, Plan-les-Ouates Widzów: 2000 Sędzia: Radu Petrescu |
| 11 marca 201715:00 CET (UTC+1) | Guyou                                                                                           | 54:18(21:13) | Suchych                                               | Stade des Cherpines, Plan-les-Ouates Widzów: 2000 Sędzia: Radu Petrescu |

| 11 marca 201714:00 WET (UTC±0) | Portugalia | 59:0(28:0) | Mołdawia | Centro Desportivo Nacional de Jamor, Oeiras Widzów: 1400 Sędzia: Stuart Gaffkin |
| 11 marca 201714:00 WET (UTC±0) | Penha e Costa 18 (2P 4pd), Leal 6 (3pd), Foro 5 (P), Magalhães 5 (P), Mascarenhas 5 (P), Pereira 5 (P), Ribeiro 5 (P), Rodrigues 5 (P), Villax 5 (P) | 59:0(28:0) |          | Centro Desportivo Nacional de Jamor, Oeiras Widzów: 1400 Sędzia: Stuart Gaffkin |
| 11 marca 201714:00 WET (UTC±0) | Mendes · Villax | 59:0(28:0) | Mahu     | Centro Desportivo Nacional de Jamor, Oeiras Widzów: 1400 Sędzia: Stuart Gaffkin |

| 18 marca 201713:30 EET (UTC+2) | Mołdawia         | 3:15(3:10) | Polska                                                 | Stadionul Raional, Anenii Noi Widzów: 350 Sędzia: Aleksiej Bryzgalin |
| 18 marca 201713:30 EET (UTC+2) | Constantin 3 (K) | 3:15(3:10) | Piotrowicz 5 (pd K), Rakowski 5 (P), Szczepański 5 (P) | Stadionul Raional, Anenii Noi Widzów: 350 Sędzia: Aleksiej Bryzgalin |
| 18 marca 201713:30 EET (UTC+2) | Lotca            | 3:15(3:10) |                                                        | Stadionul Raional, Anenii Noi Widzów: 350 Sędzia: Aleksiej Bryzgalin |

| 18 marca 201715:00 CET (UTC+1) | Holandia                                                    | 38:25(14:22) | Szwajcaria                                                               | Nationaal Rugby Centrum, Amsterdam Widzów: 2000 Sędzia: Iñigo Atorrasagasti |
| 18 marca 201715:00 CET (UTC+1) | Weersma 23 (pd 7K), Gascoine 5 (P), Nas 5 (P), Visser 5 (P) | 38:25(14:22) | Doy 10 (2pd 2K), Bernath-Yendt 5 (P), Vogli 5 (P), karne przyłożenie – 5 | Nationaal Rugby Centrum, Amsterdam Widzów: 2000 Sędzia: Iñigo Atorrasagasti |
| 18 marca 201715:00 CET (UTC+1) | Carroll · Danen                                             | 38:25(14:22) | Porret · Toʻa                                                            | Nationaal Rugby Centrum, Amsterdam Widzów: 2000 Sędzia: Iñigo Atorrasagasti |

| 1 kwietnia 201715:00 EEST (UTC+3) | Ukraina                                  | 7:31(7:14) | Portugalia                                                                       | Stadion Spartak, Odessa Widzów: 4000 Sędzia: Vlad Iordăchescu |
| 1 kwietnia 201715:00 EEST (UTC+3) | W. Łytwynenko 5 (P), Delijerhijew 2 (pd) | 7:31(7:14) | Penha e Costa 11 (P 3pd), Cardoso 5 (P), Foro 5 (P), Lino 5 (P), Magalhães 5 (P) | Stadion Spartak, Odessa Widzów: 4000 Sędzia: Vlad Iordăchescu |
| 1 kwietnia 201715:00 EEST (UTC+3) | Kosariew · Krawczenko                    | 7:31(7:14) |                                                                                  | Stadion Spartak, Odessa Widzów: 4000 Sędzia: Vlad Iordăchescu |

| 8 kwietnia 201718:00 CEST (UTC+2) | Polska                           | 14:13(6:13) | Holandia                                    | Stadion Widzewa, Łódź Sędzia: Tual Trainini |
| 8 kwietnia 201718:00 CEST (UTC+2) | Piotrowicz 9 (3K), Charlat 5 (P) | 14:13(6:13) | Carroll 5 (P), Visser 5 (P), Gascoine 3 (K) | Stadion Widzewa, Łódź Sędzia: Tual Trainini |
| 8 kwietnia 201718:00 CEST (UTC+2) | Plichta                          | 14:13(6:13) |                                             | Stadion Widzewa, Łódź Sędzia: Tual Trainini |

| 22 kwietnia 201717:00 CEST (UTC+2) | Polska                                     | 12:22(0:14) | Szwajcaria                                    | Stadion Polonii, Warszawa Sędzia: Matthew Carley |
| 22 kwietnia 201717:00 CEST (UTC+2) | Lament 5 (P), Zeszutek 5 (P), Gasik 2 (pd) | 12:22(0:14) | Heinrich 10 (2P), Hirsch 7 (2pd K), Lin 5 (P) | Stadion Polonii, Warszawa Sędzia: Matthew Carley |
| 22 kwietnia 201717:00 CEST (UTC+2) | Płonka                                     | 12:22(0:14) | Delabays                                      | Stadion Polonii, Warszawa Sędzia: Matthew Carley |